# Propylaeum Fachinformationsdienst Altertumswissenschaften

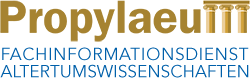
Propylaeum-Logo

Propylaeum ist ein von der Universitätsbibliothek Heidelberg und der Bayerischen Staatsbibliothek in München betriebener Fachinformationsdienst für die Altertumswissenschaften. Das Informations- und Serviceportal ist eng an den Bedürfnissen der Forscher ausgerichtet.

## Hintergrund
Im Rahmen des DFG-Programms „Fachinformationsdienste für die Wissenschaft“  bauen die Universitätsbibliothek Heidelberg und die Bayerische Staatsbibliothek München seit Januar 2016 ihre bestehenden Angebote zu einem gemeinsamen Fachinformationsdienst Altertumswissenschaften aus.
Der Name Propylaeum soll den Bezug zu Propylaion bzw. Propylon herstellen, einem Torbau am Eingang griechischer Heiligtümer. Bezogen auf das Portal ist Propylaeum das Tor zu den fachrelevanten altertumswissenschaftlichen Informationen. Die Säulen des Torbaus, die sich auch im Logo des Portals wiederfinden, symbolisieren hierbei den Fächerkanon der Altertumswissenschaft.

## Geschichte
Propylaeum ist aus der Virtuellen Fachbibliothek hervorgegangen, deren Aufbau vom 1. Juni 2006 bis 2010 von der Deutschen Forschungsgemeinschaft (DFG) gefördert wurde. Beteiligt waren dort ebenfalls die BSB München sowie die UB Heidelberg sowie das Institut für Klassische Philologie (Latinistik) der Humboldt-Universität zu Berlin. Von Oktober 2009 bis Dezember 2015 war die Altorientalistik, das ehemalige Sondersammelgebiet Altorientalistik der Universitätsbibliothek Tübingen, integriert. Weitere Kooperationspartner waren das Deutsche Archäologische Institut (DAI) und der Lehrstuhl für Alte Geschichte der Katholischen Universität Eichstätt.
Im Zuge von Umstrukturierungsmaßnahmen der DFG wurde die Plattform zum Fachinformationsdienst Altertumswissenschaften umgestellt.

## Angebot
Der Fachinformationsdienst soll dem Bedürfnis der altertumswissenschaftlichen Fach-Community nach schneller Literaturrecherche und direktem Zugriff auf wissenschaftlich hochwertige Informationen entgegenkommen. Man kann gleichzeitig in einer Vielzahl von Nachweisinstrumenten und Datenbanken recherchieren bzw. Recherchen in ausgewählten Beständen durchführen. Neben dem Zugang zu fachrelevanten Informationen bietet das Portal auch Zugang zu den Angeboten „E-Publishing / Open Access“, „Digitalisierung / Onlinepräsentation forschungsrelevanter Bestände“ sowie „Wissenschaftskommunikation“.
Propylaeum ist als Fachinformationsdienst für die Altertumswissenschaften konzipiert und bietet derzeit Informationen für folgende Fächer an:
- Ägyptologie
- Alte Geschichte
- Alter Orient
- Byzantinistik
- Klassische Archäologie
- Klassische Philologie
- Mittellatein und Neulatein
- Vor- und Frühgeschichte

In enger Abstimmung mit der Fachwissenschaft werden folgende Schwerpunkte verfolgt:
1. Bereitstellung von Informationsressourcen
2. Ausbau der fachspezifischen Informationsinfrastruktur von Propylaeum / PopylaeumSEARCH
3. Elektronisches Publizieren im Open Access – Propylaeum-E-Publishing
4. Nachhaltigkeit für exzellente Fachinformation
5. Linked Open Data – „Digital Classics“
6. Wissenschaftskommunikation / Öffentlichkeitsarbeit / Marketing

Die Metasuche PropylaeumSEARCH bietet eine gemeinsame, übergreifende Recherche in Bibliothekskatalogen, bibliographischen Datenbanken und Internetressourcen an.
Zudem bietet Proyplaeum die Möglichkeit der Einbindung von Themenportalen, durch die Forschende ihre wissenschaftlichen Ergebnisse aktiv einbringen können. Beispiele aus dem Bereich der Klassischen Archäologie sind das Themenportal „Rezeption der Antike im semantischen Netz“, „Roland Hampe“ sowie „Gelehrte, Ausgräber und Kunsthändler: Die Korrespondenz des Instituto di Correspondenza Archeologica als Wissensquelle und Netzwerkindikator“.

## Ehrung
Im Juni 2019 wurden Maria Effinger und Katrin Bemmann von der Deutschen Gesellschaft für Ur- und Frühgeschichte (DGUF) „für ihre Verdienste um die Einführung und den Ausbau eines modernen offenen Publikationswesens in der deutschsprachigen Archäologie“ mit dem Deutschen Archäologiepreis ausgezeichnet.